# Yoo Sang-chul
Đây là một tên người Triều Tiên, họ là Yoo.
Yoo Sang-chul (sinh ngày 18 tháng 10 năm 1971 – mất ngày 7 tháng 6 năm 2021) là một huấn luyện viên và cựu cầu thủ bóng đá người Hàn Quốc. Ông là huấn luyện viên của Incheon United trước khi qua đời

## Thống kê sự nghiệp
| Đội tuyển Hàn Quốc | Đội tuyển Hàn Quốc | Đội tuyển Hàn Quốc |
| Năm                | Trận               | Bàn                |
| ------------------ | ------------------ | ------------------ |
| 1994               | 10                 | 1                  |
| 1995               | 8                  | 0                  |
| 1996               | 5                  | 1                  |
| 1997               | 21                 | 7                  |
| 1998               | 24                 | 3                  |
| 1999               | 2                  | 0                  |
| 2000               | 10                 | 0                  |
| 2001               | 8                  | 3                  |
| 2002               | 16                 | 1                  |
| 2003               | 9                  | 1                  |
| 2004               | 5                  | 1                  |
| 2005               | 5                  | 0                  |
| Tổng cộng          | 123                | 18                 |

## Qua đời
Ông qua đời vào ngày 7 tháng 6 năm 2021 do ung thư tuyến tụy, hưởng thọ 50 tuổi.